# Der Hitlerjunge Quex
Tânărul hitlerist Quex (în germană Der Hitlerjunge Quex) este un roman de propagandă nazistă din 1932 al lui Karl Aloys Schenzinger, bazat pe viața lui Herbert „Quex” Norkus. Filmul din 1933 Tânărul hitlerist: Un film despre spiritul de sacrificiu al tineretului german s-a inspirat din acest roman și a fost descris de Joseph Goebbels ca fiind „prima transmitere pe scară largă” a ideologiei naziste folosind mediul cinematografic. Atât cartea, cât și filmul, au romanțat și glorificat moartea în slujba Partidului Nazist și a lui Adolf Hitler.

## Contextul general

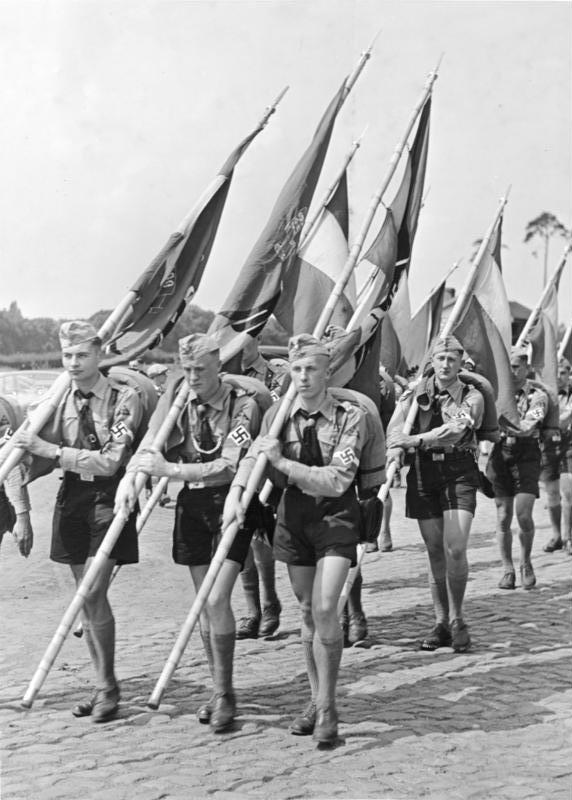
Membrii Tineretului Hitlerist mărșăluind de la mormântul lui Herbert Norkus spre Nürnberg, pentru mitingul partidului

Atât romanul, cât și filmul se bazează pe povestea reală a vieții lui Herbert Norkus. Norkus, membru al Tineretului Hitlerist, a murit din cauza rănilor suferite în timp ce era urmărit și atacat de tineri comuniști în noaptea de 23/24 ianuarie 1932 în cartierul Beusselkietz din Moabit, Berlin. Chiar de a doua zi dimineața, Joseph Goebbels a început să folosească moartea lui Norkus în scopuri propagandistice în timpul unui miting în Palatul Sporturilor din Berlin. Funeraliile din 29 ianuarie din Berlin au fost transformate de către Goebbels într-o ceremonie de amploare a mai multor organizații ale partidului nazist. În timp ce crima a fost condamnată și de presa neutră, comuniștii au început o ofensivă de contra-propagandă, descriind incidentul ca un rezultat accidental al autoapărării comuniștilor în timpul unui atac nazist. În procesul care a urmat la tribunalul Landgericht I din Moabit, mai multe persoane au fost găsite vinovate de moartea lui Herbert Norkus, însă cei mai importanți importanți dintre aceștia – Willi Simon, Bernhard Klingbeil și Harry Tack – au reușit să fugă în Uniunea Sovietică.
După ce naziștii au preluat puterea, mormântul lui Norkus a fost transformat într-un sanctuar nazist care a fost vizitat anual, de Anul Nou, de către liderul tineretului nazist Baldur von Schirach pentru un discurs care era difuzat în toată țara. La locul morții lui Norkus, pe strada Zwinglistraße 4, a fost amplasată o placă pe care scria: „Și-a dat viața pentru libertatea Germaniei”, prima din mai multe astfel de plăci comemorative amplasate ulterior în toată Germania. 24 ianuarie a devenit ziua de comemorare a tuturor tinerilor hitleriști uciși, iar steagul unității lui Norkus a devenit drapelul de luptă al Tineretului Hitlerist. La două săptămâni după emiterea „Legii pentru remedierea situației oamenilor și a imperiului din 24 martie 1933”, un marș provocator al Tineretului hitlerist spre mormântul lui Norkus a trecut prin cartierele comuniste ale Berlinului, Wedding⁠(d) și Moabit. Naziștii au organizat demonstrații și discursuri de comemorare în amintirea martirului lor nou creat pe tot cuprinsul Germaniei. Romane, piese de teatru, poezii și cântece au fost scrise despre Norkus.

## Romanul
Romanul Der Hitlerjunge Quex a fost scris de Karl Aloys Schenzinger între mai și septembrie 1932. A fost publicat pentru prima dată în ziarul Partidului Nazist Völkischer Beobachter și sub formă de carte în decembrie 1932. Romanul a fost o lectură obligatorie pentru membrii Tineretului Hitlerist și a fost vândut în mai mult de 190.000 de exemplare pe parcursul primilor doi ani de la apariție, pentru ca până în 1945 să se vândă în peste o jumătate de milion de exemplare.
În romanul lui Schenzinger, personajul principal se numește Heini Völker. Cu o accente de populism, primele capitole descriu greutățile tinereții lui Norkus într-un cartier muncitoresc din Berlin, caracterizat de problemele Marii crize economice, șomajul tatălui și sinuciderea mamei. Mișcarea de comunistă adversară, (Uniunea Luptătorilor Frontului Roșu⁠(d)), este portretizată ca o bandă turbulentă devotată în primul rând alcoolului, tutunului și sexului. În schimb, organizația nazistă (Hitlerjugend) este prezentat ca fiind disciplinată, superioară din punct de vedere moral. În roman, tatăl lui Heini Völker își forțează fiul să participe la o tabără de weekend organizată de un grup de tineret comunist. Heini este dezgustat de atmosfera de aici și fuge din tabără, dar întâlnește în pădure un grup al Tineretului hitlerist. Heini este profund impresionat și, într-o atmosferă de patos naționalist, află despre mișcarea nazistă, Führerprinzip⁠(d) („principiul conducătorului”), camaraderie și  Volksgemeinschaft⁠(d) („comunitatea națională/rasială"). În „cea mai fericită zi din viața sa”, Heini se alătură Tineretului hitlerist, iar comandantul de grup (Bannführer) (liderul grupului) rezumă ideologia nazistă când îi predă uniforma lui Heini: „[Uniforma] este îmbrăcămintea comunității, a camaraderiei, a ideologiei noastre, organizației noastre unificate! [...] Ne face pe toți egali, și dă același lucru tuturor și cere același lucru de la toți. Cel care poartă o asemenea uniformă nu are dorințe de ai lui, nu trebuie decât să se supună”.
Următoarele capitole tratează viața lui Heini ca membru al organizației Tineretului hitlerist. Supunerea și egalitatea, așa cum au fost înțelese de naziști, sunt portretizate într-o lumină foarte pozitivă. Ele se dovedesc a fi benefice nu numai pentru Heini, ci și pentru tovarășii săi, cum ar fi prietenul său Fritz Dörries, fiul unui avocat. A fost pus un accent special pe viziunea sacrificiului de sine, a purității rasiale și pe abolirea barierelor sociale, iar Heini învață de la Fritz că „la noi, Hitlerjugend, nu există clase. Sunt doar cei care își fac treaba și paraziți și cei pe care îi vom da afară”. Refugiul pe care Heini l-a găsit în Tineretul Hitlerist este simbolizat de petrecerea timpului de întâlnire al grupului său, „Castelul Beusselkietz”, Schar 2, Hitlerjugend Beusselkietz-Hansa. Camarazii săi l-au poreclit Quex pentru că „executa ordinele mai repede decât argintul viu” (germană Quecksilber).
Ultima parte a romanului este dedicată circumstanțelor morții lui Heini Volker (sau Norkus). Potrivit lui Baird (1992), versiunea lui Schenzinger este o paralelă voalată la Înviere:. Când camarazii săi s-au adunat în jurul patului de moarte și se întreabă dacă mai este în viață, „deodată [...] se aude un țipăt. Heini stă în pat, cu ochii larg deschiși. Cântă. Ei nu recunosc cuvintele, dar ei cunosc melodia. Este cântecul pe care îl cântă în fiecare zi, în fiecare seară împreună, în fiecare marș. Toată lumea știe ce înseamnă – moartea cântă aici.”

## Filmul Hitlerjunge Quex
Romanul a stat la baza unei versiuni cinematografice ulterioare, produsă în studiourile Universum Film AG (Ufa). Scenariști au fost a fost scrisă de Bobby E. Lüthge și Karl Aloys Schenzinger, autorul romanului. Producătorul a fost regizorul Karl Ritter, care a primit o finanțare de 320.000 de mărci din partea conducerii naziste. Muzica a fost compusă de Baldur von Schirach. Tot el a scris și versurile pentru cântecul „Înainte! Înainte! Fanfarele strălucitoare răsună (Steagul nostru ne flutură în față)” bazat pe o melodie existentă a lui Hans-Otto Borgmann, care a fost de asemenea responsabil pentru muzică. Regizorul filmului a fost Hans Steinhoff. Pentru film, a fost adăugat subtitlul Ein Film vom Opfergeist der deutschen Jugend („Un film despre spiritul de sacrificiu al tineretului german”). Filmul are o durată de 95 de minute (2.605 metri) și a avut premiera la 11 septembrie 1933 la Palatul Ufa-Phoebus, München, și la 19 septembrie la Ufa-Palast am Zoo, Berlin. A fost unul dintre cele trei filme din 1933 despre martiri naziști, celelalte două fiind SA-Mann Brand și Hans Westmar. Filmul a fost vizionat de un milion de persoane până în ianuarie 1934.
Mesajul filmului este caracterizat de cuvintele finale: „Steagul înseamnă mai mult decât moartea”.